# Blood, Sweat and Tears (album)
Pour les articles homonymes, voir Blood, Sweat and Tears (homonymie).
Albums de Blood, Sweat and Tears
Child Is Father to the Man
(1968) Blood, Sweat & Tears 3
(1970)
Blood, Sweat and Tears est le deuxième album du groupe éponyme et le premier avec le chanteur canadien David Clayton-Thomas, sorti en 1968. Il a connu un très grand succès commercial, se hissant au sommet des charts américains pendant sept semaines et rapportant trois singles successifs au Top 5. You've Made Me So Very Happy, And When I Die et Spinning Wheel, cette dernière chanson étant la plus connue du groupe. L'album a reçu un trophée Grammy pour Album de l'année en 1970 et a été certifié quadruple platine par la RIAA avec des ventes de plus de quatre millions d'unités aux États-Unis. Au Canada, il a bénéficié de quatre succès et huit semaines au n ° 1 des charts.

## L'album
Le chef d'orchestre Al Kooper et deux autres membres du groupe, Randy Brecker et Jerry Weiss, ont quitté Blood, Sweat and Tears après le premier album. Bobby Colomby et Steve Katz ont cherché un chanteur et ont choisi David Clayton-Thomas. Trois autres musiciens se sont joints pour amener le groupe à neuf membres. Columbia a assigné James William Guercio (en) (qui travaillait simultanément avec le nouveau groupe Chicago) pour produire un nouvel album.
La sélection de la chanson était beaucoup plus orientée vers la pop que le premier album, avec plus de compositions extérieures au groupe. On y retrouve des reprises du groupe britannique Traffic, du duo de compositeurs VeePee Smith/Don Juan Mancha, de Laura Nyro, de Billie Holiday, du groupe Cream ainsi que Willie Dixon. Il y a aussi une interprétation toute personnelle du groupe de la Gymnopédie no 1 d'Erik Satie, qui ouvre et ferme l'album. Celui-ci a été enregistré à l'époque aux studios CBS à New York. Le studio vient de prendre livraison de l'un des premiers magnétophones MM-1000 16 pistes, construit par Ampex. La nouvelle technologie a permis une plus grande flexibilité dans les réenregistrements et le mixage que les magnétophones 4 et 8 pistes qui étaient standard en 1968. L'album a été parmi les tout premiers enregistrements de 16 pistes sortis en public.
Il remporte le Grammy Award de l'album de l'année en 1970. En 2002, il reçoit le Grammy Hall of Fame Award.
L'album est cité depuis 2006 dans l'ouvrage de référence de Robert Dimery Les 1001 albums qu'il faut avoir écoutés dans sa vie.

### Titres
| 1. | Variations on a Theme by Erik Satie (1er et 2e mouvements) | Erik Satie, arr. Halligan              | 2:35 |
| 2. | Smiling Phases (en)                                        | Steve Winwood, Jim Capaldi, Chris Wood | 5:11 |
| 3. | Sometimes in Winter                                        | Steve Katz                             | 3:09 |
| 4. | More and More                                              | VeePee Smith, Don Juan Mancha          | 3:04 |
| 5. | And When I Die (en)                                        | Laura Nyro                             | 4:06 |
| 6. | God Bless the Child                                        | Billie Holiday, Arthur Herzog Jr.      | 5:55 |

| 7.  | Spinning Wheel | David Clayton-Thomas                                             | 4:08  |
| 8.  | You've Made Me So Very Happy (en) | Berry Gordy Jr., Brenda Holloway, Patrice Holloway, Frank Wilson | 4:19  |
| 9.  | Blues – Part II (avec reprises de Sunshine of Your Love (Jack Bruce, Pete Brown, Eric Clapton), Spoonful (Willie Dixon), Somethin' Goin' On (Al Kooper)) | Blood, Sweat & Tears                                             | 11:44 |
| 10. | Variations on a Theme by Erik Satie (1er mouvement) | Erik Satie, arr. Halligan                                        | 1:49  |

### Musiciens
- David Clayton-Thomas : chant
- Steve Katz : guitares acoustique et électrique, harmonica, chœurs
- Jim Fielder : basse
- Dick Halligan : orgue, piano, flûte, trombone, chœurs
- Fred Lipsius : saxophone alto, piano
- Lew Soloff, Chuck Winfield : trompette, bugle
- Jerry Hyman : trombone
- Bobby Colomby : batterie, percussions, chœurs

## Classements hebdomadaires
| Classement (1969-1970)        | Meilleure place |
| ----------------------------- | --------------- |
| Canada (RPM 50 Albums)        | 1               |
| États-Unis (Billboard 200)    | 1               |
| Norvège (VG-lista)            | 3               |
| Pays-Bas (Mega Album Top 100) | 7               |
| Royaume-Uni (UK Albums Chart) | 15              |

## Certifications
| Pays              | Certification | Unités certifiées | Date de certification |
| ----------------- | ------------- | ----------------- | --------------------- |
| États-Unis (RIAA) | 4 × Platine   | 4 000 000         | 5 avril 2001          |

## Singles
Classement Billboard (North America)
| Year | Single                                                                       | Chart              | Position |
| ---- | ---------------------------------------------------------------------------- | ------------------ | -------- |
| 1969 | You've Made Me So Very Happy (3:26 edit) B-side: Blues – Part II (5:26 edit) | Pop Singles        | 2        |
| 1969 | And When I Die (3:26 edit) B-side: Sometimes In Winter                       | Pop Singles        | 2        |
| 1969 | Spinning Wheel (2:39 edit) B-side: More and More                             | Adult Contemporary | 1        |
| 1969 | Spinning Wheel                                                               | Pop Singles        | 2        |